# 郭婷筠
郭婷筠（1989年9月5日—），高雄市人。曾就讀嘉義縣南華大學傳播學系，後因北上兼顧歌唱事業而轉讀新北市德霖技術學院。為台灣的台語流行音樂女歌手。以第二張個人專輯《女人膽》入圍第26屆金曲獎最佳台語女歌手獎。父親為台灣棒球選手郭進興。

## 經歷
2001年7月24日，在台視歌唱節目《五燈之星擂台賽》兒童組中獲得五度五關，而得獎歌曲是甄妮的《郊道》；2012年8月25日，在民視歌唱節目《明日之星Super Star》「藝人交流賽」與甄妮合唱該曲。
2008年10月18日，參加民視《明日之星Super Star》，曾經擔任台語組衛冕者長達十五關。現為大藝娛樂 （页面存档备份，存于）、時代創藝旗下藝人。
2019年與《明日之星Super Star》參賽歌手彭正結婚。
2021年11月27、28日，寶吉祥集團舉辦「CHAMPIONS」演唱會，與陳怡婷、曾瑋中、郭忠祐、杜忻恬、賴慧如、蔡家蓁、彭正、方雅賢、顏伶安共同演出。
2022年1月15日，於台北CORNER MAX舉辦首場個人粉絲見面會。
2022年3月11、12日，寶吉祥集團舉辦「歌之饗宴IV-星昇路」演唱會，與郭忠祐、杜忻恬、方雅賢、顏伶安共同演出。

## 主持
| 播出頻道   | 節目名稱 | 主持期間                    | 搭檔主持 | 附註                 |
| ---------- | -------- | --------------------------- | -------- | -------------------- |
| 民視無線台 | 明日之星 | 2016年2月6日－2016年5月21日 | 小鐘     | 與許富凱、曹雅雯輪流 |

## 電視劇
| 年份   | 頻道 | 劇名         | 飾演   |
| 2024年 | 民視 | 《愛的榮耀》 | 郭婷筠 |

## 音樂作品

### 專輯
| 唱片公司 | 發行日         | 專輯名稱           | 曲目 |
| 時代創藝 | 2013年2月5日   | 《愛情做風颱》     | 歌名 1.甭為別人塊活 2.愛人變朋友(feat.蔡佳麟) 3.留乎人探聽 4.愛阮的全部 5.愛情做風颱 6.一人一款命 7.心內話 8.香水胭脂印 9.傷心三角窗 10.傷心無淚                                        |
| 時代創藝 | 2014年11月13日 | 《女人膽》         | 歌名 1.女人膽 2.分擔 3.姻緣天註定(feat.蔡佳麟) 4.嘜相找 5.請你Get Out 6.無聲的抗議 7.籠仔內的鳥仔 8.幸福的歌 9.幸福隨風吹 10.感受愛                                                     |
| 時代創藝 | 2016年6月15日  | 《不要給我打分數》 | 歌名 1.不要給我打分數 2.女人 3.釋懷(feat.曹雅雯) (民視八點檔「春花望露」片頭曲) 4.憨人 (feat.郭忠祐) 5.乎你 6.孟婆湯 7.有我來陪 8.看破 9.麥擱喬(feat.曾瑋中) 10.我不後悔(國)            |
| 時代創藝 | 2017年7月26日  | 《原來的幸福》     | 歌名 1.女人夢 2.原來的幸福(民視八點檔「幸福來了」片頭曲) 3.今世情 再世緣(feat.蔡佳麟) 4.阮的愛 5.不應該 6.倒彈 7.傷甲澈底 8.心肝 9.就是你 10.命中注定                                   |
| 時代創藝 | 2018年8月9日   | 《愛毋驚》         | 歌名 1.愛毋驚 2.愛我有偌重 3.向望(民視八點檔「大時代」片頭曲) 4.有心無心 5.不變的等待 6.愛的只有你(feat.蔡佳麟) 7.囉嗦 8.客串的伴 9.黏黐黐 10.心                                        |
| 時代創藝 | 2020年2月6日   | 《愛•無你袂圓》    | 歌名 1.愛‧無你袂圓(民視八點檔「多情城市」片頭曲) 2.幸福門(feat.曾瑋中) 3.等你的人 4.知己 5.故事 6.痟狗玲瑯踅(feat.陳怡婷) 7.一千一萬年 8.簡單的幸福 9.寶貝囡仔 10.人生的電影            |
| 時代創藝 | 2021年3月18日  | 《心內有你是幸福》 | 歌名 1.心內有你是幸福(民視八點檔「多情城市」片頭曲) 2.青春思念曲(feat.彭正) 3.珍惜你的愛 4.愛你剝袂離(feat.彭正) 5.感謝你無情 6.唉唷喂呀 7.英雄 8.約定 9.媠氣的台灣味 10.感謝你予我勇氣 |
| 時代創藝 | 2022年5月26日  | 《花開花謝》       | 歌名 1.秋夜吟(feat.陳昭瑋) 2.英雄膽來陪 3.花開花謝 (民視八點檔「黃金歲月」片頭曲) 4.戀戀難捨 5.一生的伴(feat.彭正) 6.感情買單 7.我有媠無 8.你敢有要緊 9.女人的性命 10.路愛繼續行        |
| 時代創藝 | 2023年9月27日  | 《Super Mama》     | 歌名 1.Super Mama 2.一口灶 3.愛予阮知(feat.彭正) 4.夭壽喔 5.學行 6.愛袂離開(民視八點檔「市井豪門」片頭曲) 7.敢有以後(台視八點檔「追分成功」片尾曲) 8.真好膽 9.愛若走味 10.踮在恁身邊    |
| 時代創藝 | 2024年8月8日   | 《愛你到底為啥物》 | 歌名 1.愛你到底為啥物(民視八點檔「愛的榮耀」片頭曲) 2.上戇的人 3.從今以後 4.傷一半 5.灑狗血情歌 6.愛人啊一級棒(feat.陳孟賢) 7.旺的媽咪 8.用愛守護 9.友孝毋免揀時陣 10.有光的時陣        |

### 單曲
| 唱片公司 | 發行日    | 專輯名稱     | 曲目                             |
| 福茂唱片 | 2010年1月 | 《世事多變》 | 歌名 1.世事多變 2.世事多變(Kala) |

### 合輯
|    | 專輯名稱                           | 唱片公司 | 發行日        | 曲目 |
| 1. | 《海闊天空數位合輯》               | 時代創藝 | 2016年12月    | 歌名 1. 偷淚的小偷 (許富凱) 2. 命中注定 (郭婷筠) 3. 海闊天空 (曹雅雯) 4. 小雞小雞 (張文綺 feat. 賴慧如) 5. 重生 (賴慧如) 6. 窮得剩愛和善良 (杜忻恬) 7. 偏偏不流淚 (郭忠祐) 8. 花．痴 (劉玉婷) |
| 2. | 《明日之星同學會(十週年紀念專輯)》 | 時代創藝 | 2018年9月27日 | 歌名 1.疼憨人 (許富凱&蔡佳麟) 2.女人的勇氣(曹雅雯＆杜忻恬) 3.歡喜甘願的憨尪水某(郭婷筠＆蔡佳麟) 4.速配(曹雅雯＆許富凱) 5.查某人 (曹雅雯＆郭忠祐) 6.愛的存款(蔡佳麟＆陳怡婷) 7.有你有我(郭婷筠＆曾瑋中) 8.青春的腳踏車(郭忠祐＆張文綺) 9.Super Star(許富凱＆郭婷筠) 10.好運一直來(賴慧如＋明日之星大合唱) |

## 專輯的男女對唱歌曲
| 發行日 | 合唱歌曲          | 對唱歌手 | 專輯名稱           | 唱片公司 |
| ------ | ----------------- | -------- | ------------------ | -------- |
| 2013年 | 〈愛人變朋友〉    | 蔡佳麟   | 《愛情做風颱》     | 時代創藝 |
| 2014年 | 〈姻緣天註定〉    | 蔡佳麟   | 《女人膽》         | 時代創藝 |
| 2016年 | 〈釋懷〉          | 曹雅雯   | 《不要給我打分數》 | 時代創藝 |
| 2016年 | 〈憨人〉          | 郭忠祐   | 《不要給我打分數》 | 時代創藝 |
| 2016年 | 〈麥擱喬〉        | 曾瑋中   | 《不要給我打分數》 | 時代創藝 |
| 2017年 | 〈今世情 再世緣〉 | 蔡佳麟   | 《原來的幸福》     | 時代創藝 |
| 2018年 | 〈愛的只有你〉    | 蔡佳麟   | 《愛毋驚》         | 時代創藝 |
| 2020年 | 〈幸福門〉        | 曾瑋中   | 《愛‧無你袂圓》    | 時代創藝 |
| 2021年 | 〈青春思念曲〉    | 彭正     | 《心內有你是幸福》 | 時代創藝 |
| 2021年 | 〈愛你剝袂離〉    | 彭正     | 《心內有你是幸福》 | 時代創藝 |

## 合輯的男女對唱歌曲
| 發行日 | 合唱歌曲               | 對唱歌手       | 專輯名稱                           | 唱片公司 |
| ------ | ---------------------- | -------------- | ---------------------------------- | -------- |
| 2018年 | 〈歡喜甘願的憨尪水某〉 | 蔡佳麟         | 《明日之星同學會(十週年紀念專輯)》 | 時代創藝 |
| 2018年 | 〈有你有我〉           | 曾瑋中         | 《明日之星同學會(十週年紀念專輯)》 | 時代創藝 |
| 2018年 | 〈Super Star〉         | 許富凱         | 《明日之星同學會(十週年紀念專輯)》 | 時代創藝 |
| 2018年 | 〈好運一直來〉         | 明日之星大合唱 | 《明日之星同學會(十週年紀念專輯)》 | 時代創藝 |

## 參與合唱其他歌手專輯歌曲
| 發行日 | 合唱歌曲       | 對唱歌手               | 專輯名稱       | 唱片公司 |
| ------ | -------------- | ---------------------- | -------------- | -------- |
| 2011年 | 〈熱情袂停〉   | 張文綺                 | 《幸福‧希望》  | 上點音樂 |
| 2012年 | 〈人生的滋味〉 | 蔡佳麟                 | 《為愛車拼》   | 時代創藝 |
| 2014年 | 〈龍飛鳳舞〉   | 蔡佳麟                 | 《阿宅的心聲》 | 時代創藝 |
| 2016年 | 〈永遠的知己〉 | 丁姵均                 | 《青春》       | 時代創藝 |
| 2018年 | 〈白頭偕老〉   | 蔡佳麟                 | 《問路》       | 時代創藝 |
| 2020年 | 〈勇敢愛〉     | 曾瑋中                 | 《希望的力量》 | 時代創藝 |
| 2022年 | 〈姊妹〉       | 賴慧如、謝金晶、黃露瑤 | 《當初的咱》   | 時代創藝 |

## 主題曲
| 年份   | 劇名                         | 種類   | 歌名                      |
| ------ | ---------------------------- | ------ | ------------------------- |
| 2011年 | 民視八點檔連續劇《父與子》   | 片尾曲 | 溫柔的慈悲                |
| 2012年 | 民視八點檔連續劇《風水世家》 | 片頭曲 | 人生的滋味 （蔡佳麟專輯） |
| 2013年 | 民視八點檔連續劇《風水世家》 | 片頭曲 | 留乎人探聽                |
| 2014年 | 民視八點檔連續劇《龍飛鳳舞》 | 主題曲 | 龍飛鳳舞（蔡佳麟專輯）    |
| 2014年 | 民視八點檔連續劇《嫁妝》     | 片頭曲 | 姻緣天註定                |
| 2016年 | 民視八點檔連續劇《春花望露》 | 片頭曲 | 釋懷                      |
| 2017年 | 民視八點檔連續劇《幸福來了》 | 片頭曲 | 原來的幸福                |
| 2018年 | 民視八點檔連續劇《大時代》   | 片頭曲 | 向望(映望)                |
| 2019年 | 民視八點檔連續劇《多情城市》 | 片頭曲 | 愛·無你袂圓               |
| 2021年 | 民視八點檔連續劇《多情城市》 | 片頭曲 | 心內有你是幸福            |
| 2022年 | 民視八點檔連續劇《黃金歲月》 | 片頭曲 | 花開花謝                  |
| 2023年 | 民視八點檔連續劇《市井豪門》 | 片頭曲 | 愛袂離開                  |
| 2023年 | 民視八點檔連續劇《愛的榮耀》 | 片頭曲 | 愛若走味                  |
| 2023年 | 台視八點檔連續劇《追分成功》 | 片尾曲 | 敢有以後                  |
| 2024   | 民視八點檔連續劇《愛的榮耀》 | 片頭曲 | 愛你到底為舍麼            |

## 演唱會

### 個人演唱會
| 年份   | 日期    | 名稱              | 地點                               |
| ------ | ------- | ----------------- | ---------------------------------- |
| 2022年 | 1月15日 | 郭婷筠─粉絲見面會 | 台北 CORNER MAX 大角落多功能展演館 |

### 合體演唱會
| 年份   | 日期     | 名稱                        | 地點                   | 合體歌手                                                                     |
| ------ | -------- | --------------------------- | ---------------------- | ---------------------------------------------------------------------------- |
| 2017年 | 6月10日  | 明日之星─不見不散同學會     | 苗北藝文中心演藝廳     | 曹雅雯、蔡佳麟、郭婷筠、張文綺、陳怡婷、曾瑋中、郭忠祐、林孟宗、杜忻恬       |
| 2021年 | 11月27日 | 「CHAMPIONS」演唱會         | 台北國際會議中心大會堂 | 郭婷筠、陳怡婷、曾瑋中、郭忠祐、杜忻恬、賴慧如、蔡家蓁、彭正、方雅賢、顏伶安 |
| 2021年 | 11月28日 | 「CHAMPIONS」演唱會         | 台北國際會議中心大會堂 | 郭婷筠、陳怡婷、曾瑋中、郭忠祐、杜忻恬、賴慧如、蔡家蓁、彭正、方雅賢、顏伶安 |
| 2022年 | 3月11日  | 「歌之饗宴IV-星昇路」演唱會 | 台北國際會議中心大會堂 | 郭婷筠、郭忠祐、杜忻恬、方雅賢、顏伶安                                       |
| 2022年 | 3月12日  | 「歌之饗宴IV-星昇路」演唱會 | 台北國際會議中心大會堂 | 郭婷筠、郭忠祐、杜忻恬、方雅賢、顏伶安                                       |

## 獎項
- 華納唱片「張惠妹歌唱大賽」全國第二名
- 台視「五燈之星擂台賽」兒童組獲得五度五關
- 亞洲新人歌唱大賽
- 民視「明日之星」台語組衛冕15關

| 年份   | 獲提名     | 獎項                         | 結果 |
| ------ | ---------- | ---------------------------- | ---- |
| 2015年 | 《女人膽》 | 第26屆金曲獎最佳台語女歌手獎 | 提名 |

## 外部連結
- 郭婷筠的Facebook專頁
- 郭婷筠的新浪微博
- 郭婷筠的Instagram帳戶

1. ↑  . PeoPo 公民新聞. 2009-02-03  [2025-01-07].
2. ↑  . 民視新聞網. 2022-01-16  [2022-01-21]. （原始内容存档于2022-01-24）.
3. ↑  黃韻靜. . 民視新聞網. 2022-03-14  [2022-03-16]. （原始内容存档于2022-03-16）.